# Леонел Раден
Леонел Фьодорович Раден (от руски Леонель Фёдорович Раден) е руски офицер, барон, генерал-майор. Участник в Руско-турската война (1877 – 1878).

## Биография
Роден е през 1822 г. в Курландска губерния, Русия дн. (Латвия). Произхожда от дворянско семейство на наследствен барон. Посвещава се на военното поприще. Учи в Артилерийско училище. През 1840 г. започва действителна военна служба като унтер-офицер в 3- и Елисаветградски хусарски полк. Корнет от 28 август 1848 г.
Участва в Унгарската кампания (1848 – 1849). Проявява се в боевете при Самос, Тур и Самбок. Награден е със Златно оръжие „За храброст“.
Служи в Лейбгвардейския конно-гренадирски полк (1850). Участва в Кавказката война (1958 – 1860).
Командир 13-и Драгунский полк (1861). Повишен в звание генерал-майор през 1868 г. Служи на командни длъжности в 7-а Кавалерийска дивизия.
По време на Руско-турската война (1877 – 1878) е командир на
13-а Кавалерийска дивизия и началник на Османпазарския отряд. Дислоциран е в района на с. Кесарево със задача да осигури пътя Осман пазар (дн. Омуртаг)-Търново. Проявява се в боевете при Елена и Котел. След тежко заболяване умира на 16 януари 1878 г. в село около Велико Търново.